# 조지 워싱턴의 재정

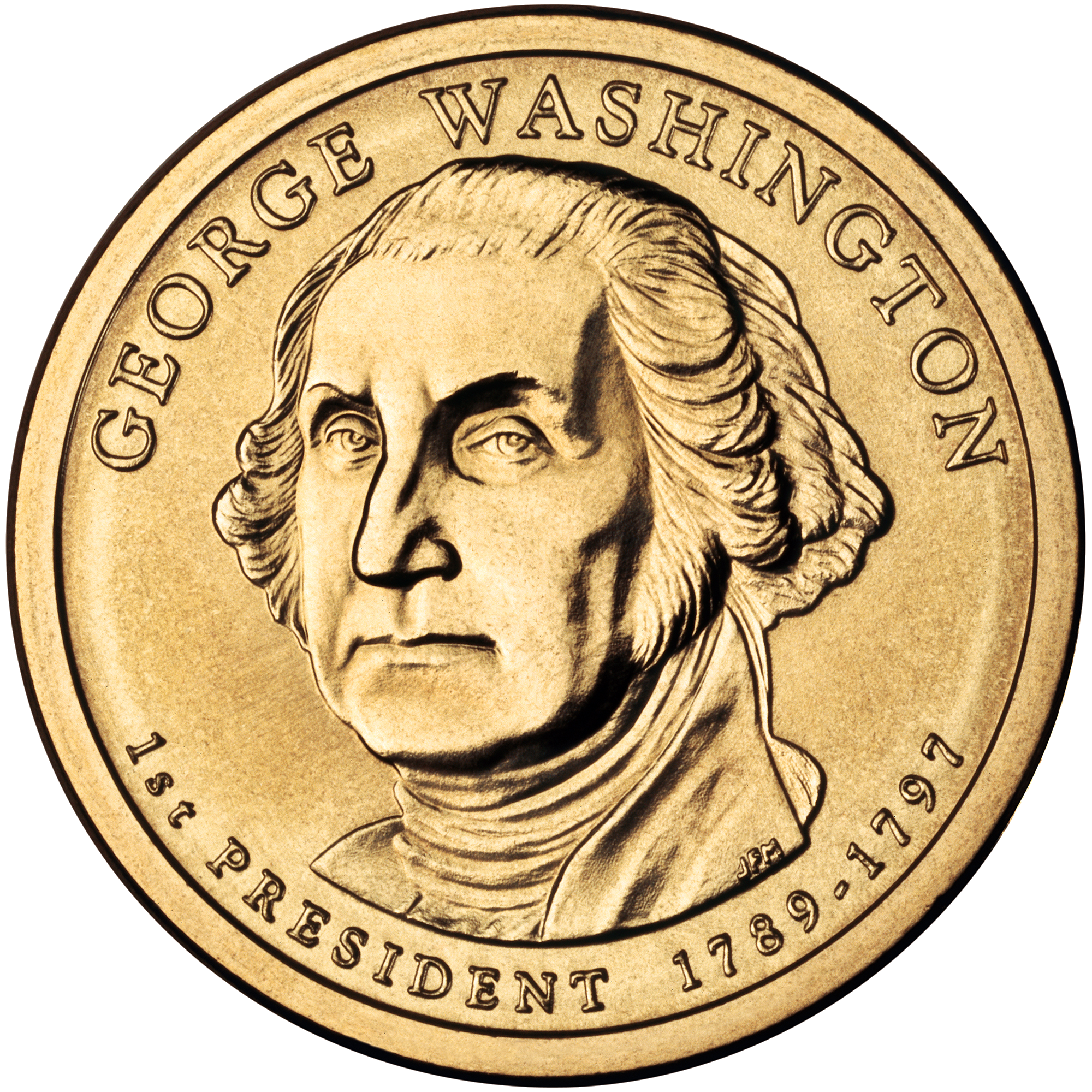
조지 워싱턴 대통령 1달러 주화 앞면

조지 워싱턴은 미국에서 가장 부유한 대통령 중 한 명으로 평가되어 왔다. 재산의 측정은 사용되는 계산 방식에 따라 다양하다. 그러나 워싱턴의 순자산 780,000.00달러를 오늘날의 미국 평균 자산과 비교하면 현재 가치(2020년 기준)로 5억 9,420만 달러에 해당한다. 이 엄청난 부에도 불구하고, 대부분 현금 보유액보다는 귀중한 자산으로 구성되어 있었기 때문에 워싱턴은 자산은 많지만 현금은 부족한 사람으로 묘사될 수 있다.

## 자산과 부채

### 자산
워싱턴은 여러 가지 방식으로 부를 축적했다. 측량사, 대륙군 장교, 대통령으로서의 직업, 채권 및 기업 주식 투자, 마운트 버넌 농장에서의 수입, 그리고 가족과 부유한 아내를 통해 상속받은 자산 등이다. 따라서 조지 워싱턴은 상당한 순자산에 기여한 광범위한 자산 및 투자 포트폴리오를 보유하고 있었다.
대통령으로서 워싱턴은 25,000달러의 연봉을 받았는데, 이는 총 정부 예산의 2%에 해당했다. 워싱턴은 상당한 토지 소유자였으며, 그의 1800년 유언장에는 52,194에이커의 토지가 매각되거나 분배될 것으로 기록되어 있다. 그의 마운트 버넌 농장에는 316명의 노예가 일했는데, 그중 3분의 1은 워싱턴이 개인적으로 소유했다. 그들은 담배, 밀, 옥수수, 아마, 대마를 재배했다. 또한 그는 당시 미국에서 가장 큰 위스키 양조장을 소유하고 운영했으며, 사망 당시 거의 11,000갤런을 생산했다. 워싱턴은 또한 손님을 접대하는 데 사용했던 호화로운 가정용품과 의류, 그리고 사치스러운 식료품을 많이 축적했다.

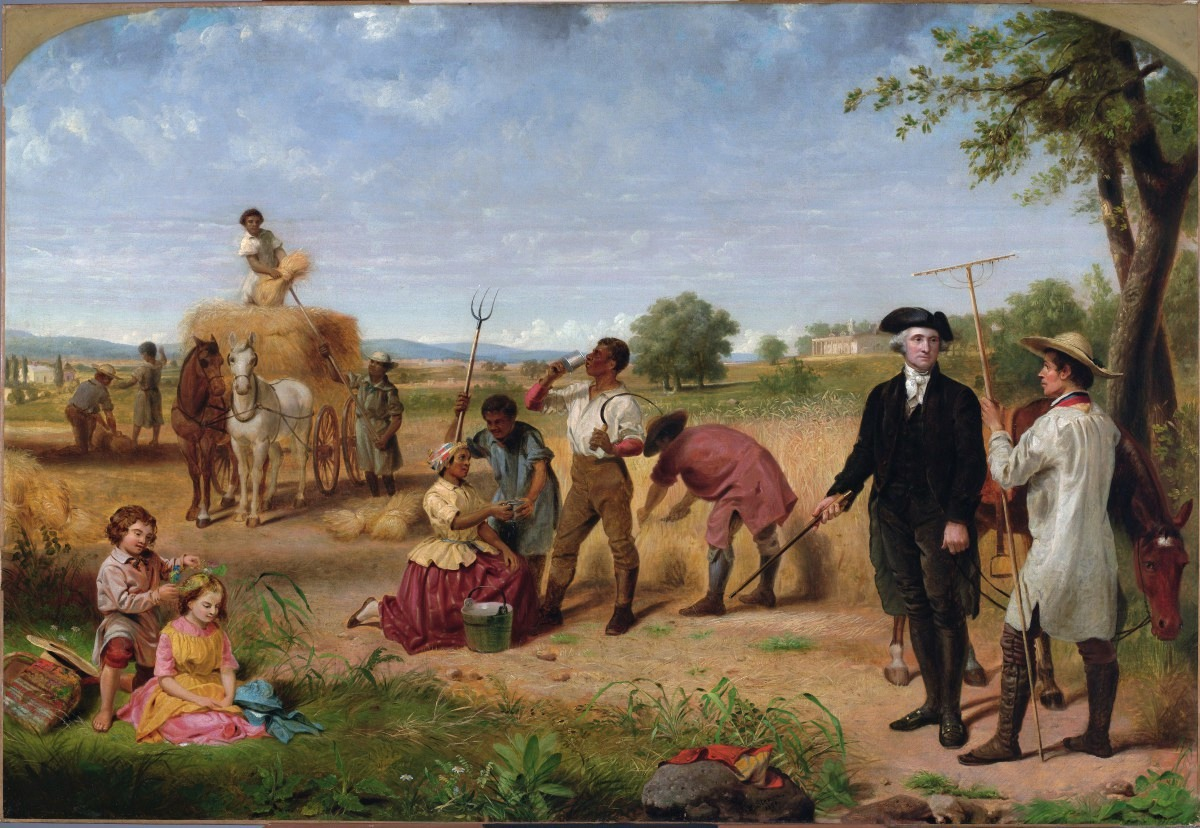
주니우스 브루투스 스턴스 – 마운트 버넌의 농부 조지 워싱턴

### 부채
조지 워싱턴의 상당한 부에도 불구하고, 그는 평생과 경력에 걸쳐 상당한 부채를 축적했다. 영국이 부과한 상당한 세금은 워싱턴에게 큰 영향을 미쳤으며, 그 자신의 추정치에 따르면 수입의 75%를 소비했다. 워싱턴은 대륙군 지도자로서 급여를 받는 대신 전쟁 지출에 대한 상환을 선택했다. 군 복무로 인해 그의 농업 사업은 방치되었다. 그의 사치도 매년 수확물 판매로 인한 수입을 예상하면서 생활 자금을 조달하기 위해 정기적으로 빚을 지는 것을 의미했다.
많은 토지 소유자들과 마찬가지로 조지 워싱턴은 농업 사업을 운영하기 위해 노예 노동에 의존했다. 노예들이 나이가 들면서 생산성은 필연적으로 감소했고, 워싱턴은 가족이 뿔뿔이 흩어질 가능성 때문에 원칙적으로 그들을 다시 파는 것을 거부했다. 혁명 전쟁 이후의 열악한 경제 상황에서 워싱턴은 자신의 토지를 임대하거나 팔 수 없었고, 이로 인해 그는 자산은 많지만 현금은 부족한 상태가 되었다.
워싱턴의 재정적 제약은 대륙군 지도자로서도 계속되었다. 군대는 항상 돈이 부족하여 확장 및 재무장 능력이 손상되었고, 이는 전장에서의 실패로 이어졌다. 워싱턴은 군대를 유지하기 위해 프랑스와 다른 후원자들로부터 자금을 조달해야 했다. 전쟁 지휘 후에도 그는 복무에 대한 보상으로 어떠한 연금도 받지 못했다.

## 전시 경비 관리

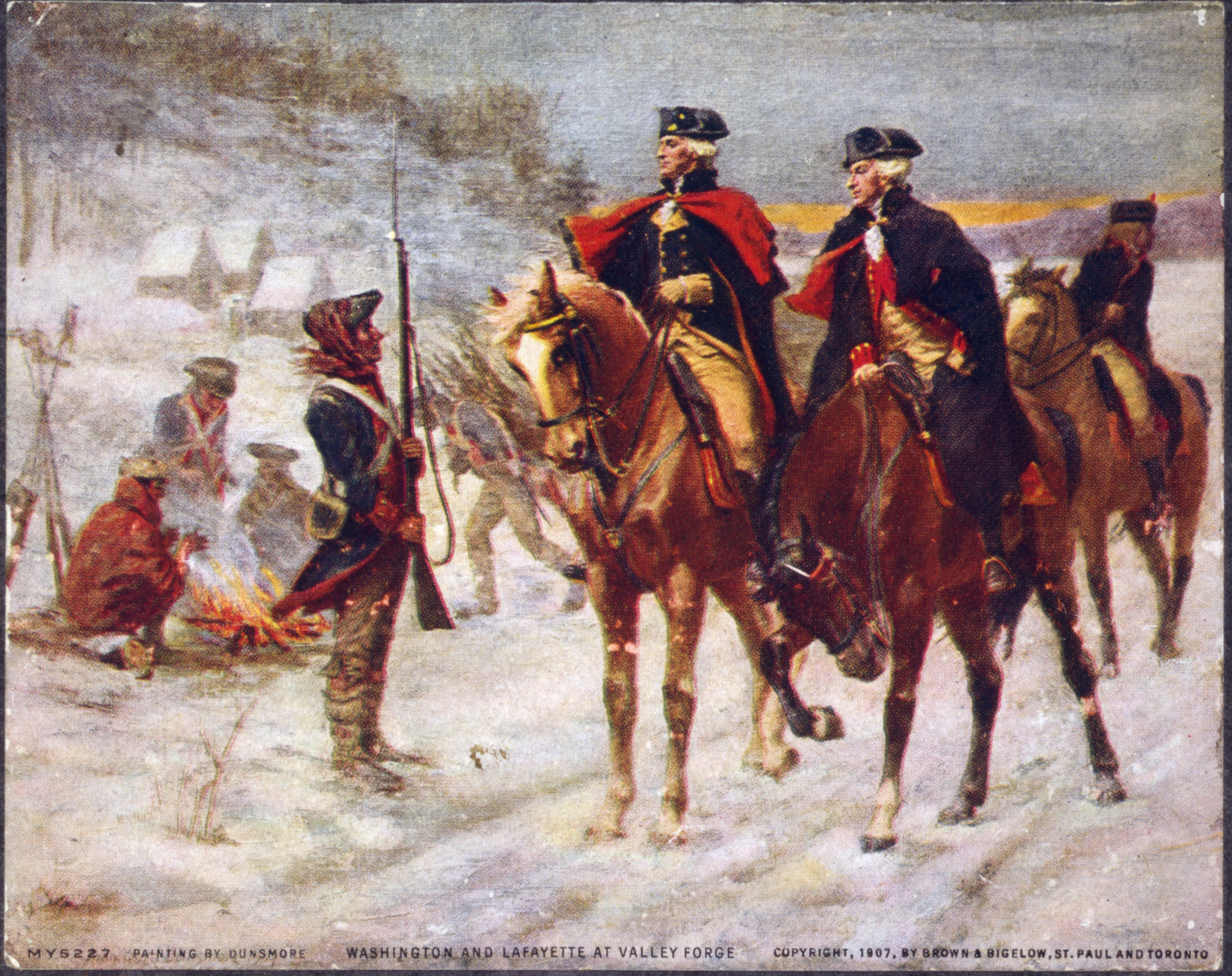
밸리 포지의 워싱턴과 라파예트

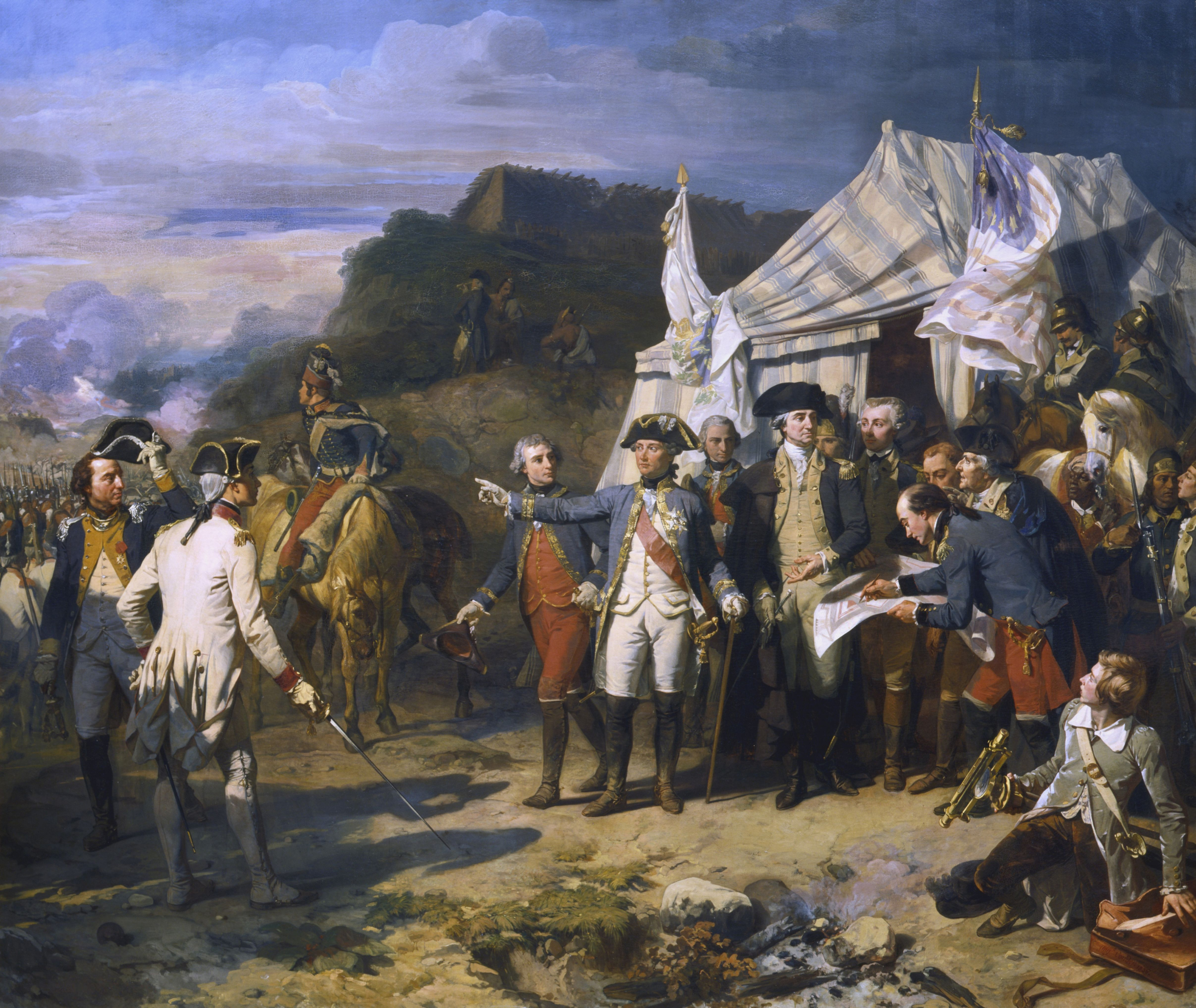
쿠데르 요크타운 베르사유

대륙군 총사령관으로 재직하는 동안 워싱턴은 4만 8천 달러의 수입을 거절하고 개인 경비 계좌를 통해 상환받는 것을 선호했다. 독립 전쟁 참전 기간(1775년 6월 19일 – 1783년 12월 23일) 동안 워싱턴은 총 44만 9,261.51달러의 경비 계좌를 축적했다.
워싱턴의 지출과 금전적 요청에도 불구하고, 1780년 10월에는 보급품 부족과 병사들의 건강 악화로 인한 반란 가능성을 완화하기 위해 뉴저지의 병사들을 해고해야 했다. 병사들에게 경고가 발령되었음에도 불구하고, 탈영과 절도와 같은 우려가 계속해서 발생했다. 이는 워싱턴이 정기적으로 의회에 추가 자금 조달을 요청하는 등 더 많은 자금과 자원을 확보하려는 이전 노력에 이은 것이었다. 특히 1778년 2월의 '대규모 식량 조달'은 보급품 접근이 얼마나 절박해졌는지를 보여주는데, 물류 문제와 조달 문제로 인해 병사들이 직접 보급품을 찾아다녀야 했다. 이 작전에는 군대의 여러 부대에서 1500~2000명의 병력이 필요했으며, 이는 6주가 걸릴 상당한 인력이었다. 1779년에는 워싱턴의 군대가 취득한 물품에 대해 대중에게 비용을 지불했지만, 많은 사람들이 충분히 보상받지 못했고 워싱턴의 군대에서 자발적으로 지불된 것도 아니었다.
의회가 워싱턴의 보급품 요청에 응할 능력이 생겼을 때, 계약 협정이 다소 어렵게 실행되었지만, 그 결과 남은 군대는 유지될 수 있었다. 병사들은 최소한의 보급품만 가지고 있었지만, 1783년에는 충분한 식량과 일반 보급품을 더 잘 제공받게 되었다. 그러나 미지급 임금은 여전히 우려 사항이었고, 병사들은 복무에서 해제되어야 했다. 워싱턴은 전쟁 경비를 관리하면서 자신의 병력 유지뿐만 아니라 전쟁 포로 식량 공급 및 첩보 활동 자금 조달을 포함한 여러 재정적 문제에 직면했다. 워싱턴은 또한 장교들 간의 보급품 및 병사들의 급여에 대한 긴장을 해소하는 데 상당한 압력을 받았다. 남아있는 경비 일지는 이러한 어려운 상황에서 워싱턴이 직면한 재정적 어려움을 보여준다. 그의 회계 장부는 최소한의 경비에 대해서는 매우 상세한 정보를 보여주었지만, 일반적으로 상세한 정보가 필요한 중요한 지출에 대해서는 간략한 정보만 제공했다. 심지어 다른 당사자를 위한 경비를 모호하게 처리하고 '기타' 및 '상동'이라는 용어를 자주 사용하여 지출을 설명하기도 했다.
이러한 활동은 추가 부채 발생으로 인해 경제에 큰 부담을 주었다. 로버트 모리스는 그의 조수 구베르뇌르 모리스 및 알렉산더 해밀턴과 함께 미국의 경제적 어려움을 보완하고 부채 문제를 해결하기 위해 노력했다. 그는 국가 부채를 둘러싼 문제를 해결하기 위한 경제 프로그램을 시행했다. 그러나 이에도 불구하고 모리스는 자신의 재산을 사용하여 병사들에게 지불할 지폐(‘모리스 지폐’라고 불림) 발행에 개인 채권자 역할을 했다. 그는 채권자로서의 능력을 유지하기 위해 그의 직책을 사임했다. 독립 전쟁 경비로 인한 경제적 피해 이후 미국이 직면한 상황은 당시 워싱턴의 보좌관이었던 알렉산더 해밀턴이 더 넓은 미국의 미래에 대해 강한 우려를 가지고 있었고, 상황이 개선되지 않으면 뉴욕이 더 이상 안정적인 곳이 아니라고 판단되면 제네바로 이사할 계획까지 세우고 있었다.
더 이상 독립 전쟁의 총사령관이 아니었으며 1789년에 대통령으로 선출된 워싱턴은 나중에 재정적으로 황폐해진 연방 정부와 경제에 직면했다.

## 경제적 상호작용

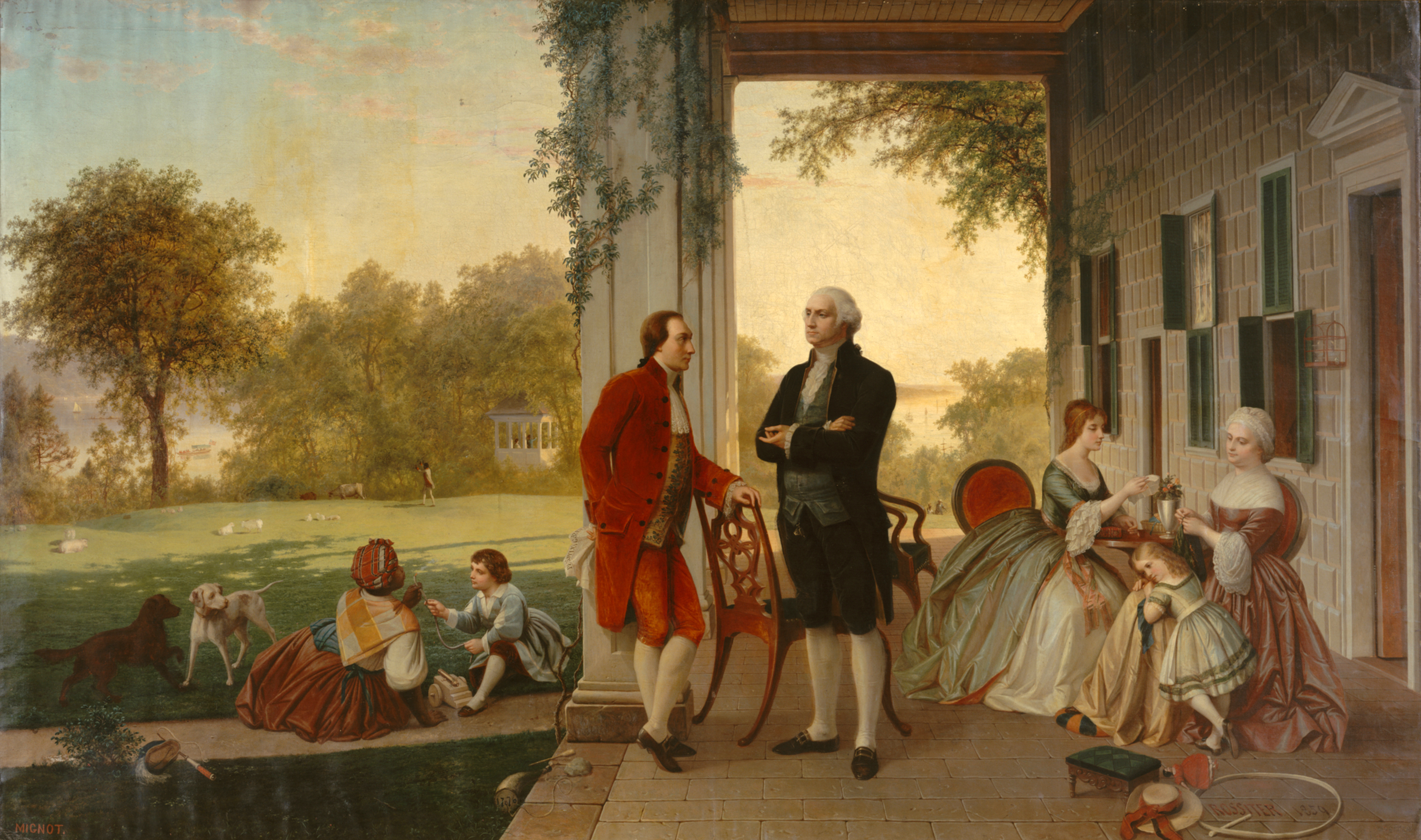
로시터와 미그노의 워싱턴과 라파예트(마운트 버넌, 1784), 1859년

조지 워싱턴은 공직 안팎에서 미국 경제와 상호 작용하여 개인 재정과 미국 국민 모두에게 이익이 되도록 했다. 워싱턴의 공적 및 사적 생활에서의 경제와의 상호 작용은 기업가 정신과 미국의 개인적 및 공동체적 부를 추구하는 특징을 지녔다.

### 개인 생활
워싱턴은 토지 측량사로서의 기술을 사용하여 토지 취득에 존재하는 경제적 기회를 인식하고 부동산 투기로 많은 부를 얻었다. 그의 재산은 1799년에 78만 달러로 평가되었는데, 이는 오늘날의 돈으로 약 4억 2천 9백만 달러에 해당한다. 당시 미국 경제 대비 그의 재산 78만 달러는 국내총생산의 0.19%를 차지했다. 초기 경제의 이점과 관련된 저렴한 토지 가격을 활용하여 워싱턴은 1760년에 1,800에이커의 토지를 1,653달러에 매입했는데, 동일한 토지가 2021년에는 5천만 달러에 팔렸다. 워싱턴은 개인 생활에서 소유주이자 사업가였다. 그의 미국 경제와의 상호 작용은 기업가적이고 친사업적이었다고 분류할 수 있다.

### 공적 생활
1789년 워싱턴이 집권했을 때 그는 혼란스러운 경제에 직면했다. 그는 혁명 후 부채가 급증하고 인플레이션이 심화되는 재정 상황을 개선하는 임무를 맡았다. 워싱턴은 그해 알렉산더 해밀턴을 재무장관으로 임명했다. 해밀턴과의 협력을 통해 워싱턴은 미국 경제와 상호 작용하고 영향을 미칠 수 있었으며, 그들은 미국 경제를 돕기 위한 3단계 계획을 개발했다. 첫째, 연방 정부가 주정부 부채를 인수하여 전액 상환하고, 둘째, 전쟁 중에 발행된 채권을 액면가로 상환할 계획이며, 마지막으로 국립 은행 설립을 촉진하는 법안이 통과되었다. 그의 정부는 1791년의 제조업 보고서에 의해 지원되어 국내 제조업을 장려하는 데 열심이었다. 세금을 통한 신중한 부채 상환과 제조업 진흥을 통한 국부 창출 정책은 18세기에 상대적으로 참신했으며, 영국의 중상주의 체제와 대조를 이루었다. 워싱턴은 영국이 버지니아 담배 무역에서 이익을 강탈하는 것에 대해 반대 의견을 표명하며 "우리 배송을 위해 이 나라에서 막대한 기여를 하는 우리가 그토록 비수익적인 수익을 얻는다는 것이 조금도 굴욕적이지 않을 수 있습니까?"라고 물었다. 그의 경제 정책은 경제에 대한 그의 개인적인 이해와 일치했다. 그는 안정화를 추구하는 동시에 제조업 활동을 장려하여 사업과 기업가 정신을 독려했다.
대통령으로서 워싱턴의 정책은 미국 경제를 변화시키고 활성화하는 데 도움이 될 것이다. 결과적으로 18세기 마지막 10년간 1인당 GDP는 연 9.78%씩 성장했으며, 이는 20년 후 영국 제국의 1인당 생산량과 일치했다. 이러한 상당한 경제 성장은 그에 따라 워싱턴의 자산 가치를 높이는 데 기여했다.